# Partits polítics de França
Este article mostra una llista dels partits polítics de l'Estat Francés, que tenen representació en els organismes principals del país:

## Principals blocs polítics
| Fonction                                              | Extrema esquerra a esquerra LFI, PCF i altres | Esquerra a centreesquera PS, EE-LV i DVG | Centre LREM, MoDem i DVC | Centredreta a dreta LR, UDI, DVD i Horizons | Dreta a extrema dreta RN, Débout i altres |
| ----------------------------------------------------- | --------------------------------------------- | ---------------------------------------- | ------------------------ | ------------------------------------------- | ----------------------------------------- |
| President de la República Francesa /1                 | –                                             | –                                        | 1                        | –                                           | –                                         |
| Ministres i Secretaris d'Estat /43                    | –                                             | 4                                        | 31                       | 3                                           | –                                         |
| Diputats a l'Assemblea Nacional /577                  | 33                                            | 43                                       | 348                      | 137                                         | 8                                         |
| Senadors /348                                         | 18                                            | 103                                      | 28                       | 184                                         | 2                                         |
| Eurodiputats /79                                      | 6                                             | 19                                       | 23                       | 8                                           | 23                                        |
| Presidències dels consells regionals /17              | –                                             | 7                                        | -                        | 8                                           | –                                         |
| Consellers regionals /1.880                           | 41                                            | 610                                      | 54                       | 778                                         | 358                                       |
| Presidències dels consells departamentals /98         | 1                                             | 29                                       | 1                        | 66                                          | –                                         |
| Consellers departamentals /4.108                      | 142                                           | 1.455                                    | 47                       | 2.313                                       | 59                                        |
| Alcaldes en municipis de més de 100.000 habitants /42 | 2                                             | 22                                       | 1                        | 16                                          | 1                                         |
| Regidors /181.805                                     | 1.124                                         | 19.182                                   | 8.975                    | 26.879                                      | 546                                       |

### Assemblea Nacional
| Grups | Grups                                                                 | Partits                          | Diputats |
| ----- | --------------------------------------------------------------------- | -------------------------------- | -------- |
| LFI   | La França Insubmisa (La France Insoumise)                             | LFI, PG, E!, RÉ974, GRS          | 17       |
| GDR   | Esquerra Democràtica i Republicana (Gauche Démocrate et Républicaine) | PCF, PLR, Péyi-G, Péyi-A, Tavini | 16       |
| SOC   | Grup Socialista                                                       | PS, MDC, G.s, BPM                | 29       |
| LT    | Llibertats i Territoris (Libertés et territoires)                     | PaC, MR, PRG, LC, PP, RES, LEF   | 17       |
| LREM  | La República En Marxa! (La République en Marche!)                     | LREM, TdP, MR, AC, PÉ, GUSR, EC  | 271      |
| MDDA  | Grup Demòcrata                                                        | MoDem, LREM, TdP, UDI, AC, LC    | 58       |
| AE    | Agir ensemble                                                         | Agir, LREM, MR, TH               | 20       |
| UDI   | UDI i independents                                                    | UDI, LR                          | 18       |
| LR    | Els Republicans (Les Républicains)                                    | LR, SL                           | 105      |
| NA    | No adscrits                                                           | RN, Débout, LS, LP, GÉ, MdP      | 24       |

### Senat
| Grups | Grups                                              | Partits                            | Senadors |
| ----- | -------------------------------------------------- | ---------------------------------- | -------- |
| CRCE  | Grup Comunista, Republicà, Ciutadà i Ecologista    | PCF, GRS                           | 15       |
| EST   | Grup Ecologista, Solidari i Territori              | EELV, G.s, FaC                     | 12       |
| SER   | Grup Socialista i Republicà                        | PS, MPF, MRC                       | 65       |
| RDSE  | Unió Democràtica i Social Europea                  | MR, PS, PRG, LR, LFD13, TdP        | 15       |
| RDPI  | Unió dels Demòcrates, Progressistes i Independents | LREM, Agir, TdP, TH, GR, GUSR, NFG | 23       |
| LIRT  | Els Independents - República i Territoris          | Agir, UDI, MR                      | 13       |
| UC    | Unió Centrista                                     | UDI, LC, AC, MoDem, MR, TH et CE   | 54       |
| LR    | Els Republicans                                    | LR, SL CNIP                        | 148      |
| NA    | No adscrits                                        | RN                                 | 8        |